# Башкирска стрелица
Башкирска стрелица је артефакт - фигура стреле на торњу цркве Светог Лаврентија у граду Шварца, држава Тирингија (Немачка). 
У пролеће 1814. године, након завршетка Наполеонових ратова, башкирски војници, као део руске војске, врачали су се преко Немачке у Руску Империју Дана 14. априла 1814. године, на позив принца Карла Гунтера (сина царског принца Фридриха Гунтера I), Башкири су се зауставили у селу Шварца.
Према легенди, Карл Гинтер је сумњао у борбену способност башкирског лука, изазовно је предложио Башкирима да направе показни хитац, показујући руком према цркви Светог Лаврентија. Башкирци су прихватили изазов и погодили врх торња - директно у малу металну јабуку.
Оригинална стрелица се није очувала - дрвена осовина се временом осушила и ивер се распао, али је касније у Шварцу постављена метална копија. Касније је дршка стреле зарђала и испала је из јабуке, али је дршка сачувана у архиви цркве. Током посете башкирског писатеља и истраживаћа Јанибеја Хаматова (1925—2000), који је писао историјски роман о походу руске армије 1813-1814 (Төньяҡ амурҙары), Башкирска стрела је постављена на првобитно место   .

Године 2013. на цркви Светог Лavrentija у граду Шварцa у Тирингији постављена је спомен-плоча на немачком и башкирском језику, а бакарна јабука на торњу цркве и сама стрела прекривене су златним листићима.
- Рестаураторски радови на Башкирској Стрели (2013)
- Спомен плоча прецизним башкирским војниџима на фасади зграде у Шварцу
- Башкирски тоболац са стрелама у музеју Ерфурт, Немачка

## Линкови
- „Neuer Turmknopf und goldener Baschkiren-Pfeil krönen Kirche zu Schwarza”. Ostthüringer Zeitung. 2013-10-19.(језик: немачки)
- Kirchenturm mit dem baschkirischen Pfeil, St.-Laurentius-Kirche zu Schwarza фото(језик: немачки)
- Салимов Махмут. Дорогами прошлых войн — к будущему миру // Ватандаш. — 2014. — № 12. — ISSN 1683-3554.
- „Wilde Reiter, zahme Gäste”. Taz.de. 2013-10-13.(језик: немачки)